# Marruecos en el Torneo masculino de fútbol en los Juegos Olímpicos 2024

## Plantel
Entrenador:  Tarik Sektioui
Marruecos anunció su plantilla inicial de 22 hombres el 4 de julio de 2024.  Ayman El Wafi se retiró el 9 de julio de 2024 después de que su club se negara a liberarlo, y fue reemplazado por Bilal El Ouadghiri. 
| No. | Pos. | Jugador             | Fecha de nacimiento (edad)        | Apa. | Goles | Club                |
| --- | ---- | ------------------- | --------------------------------- | ---- | ----- | ------------------- |
| 1   | POR  | Monir El Kajoui     | 10 de mayo de 1989 (35 años)      | 0    | 0     | Al-Wehda            |
| 2   | DEF  | Achraf Hakimi       | 4 de noviembre de 1998 (25 años)  | 2    | 0     | París Saint-Germain |
| 3   | DEF  | Akram Nakach        | 7 de abril de 2002 (22 años)      | 1    | 0     | Union de Touarga    |
| 4   | DEF  | Mehdi Boukamir      | 26 de enero de 2004 (20 años)     | 8    | 0     | Charleroi           |
| 5   | DEF  | Adil Tahif          | 24 de febrero de 2001 (23 años)   | 5    | 0     | RS Berkane          |
| 6   | MED  | Benjamin Bouchouari | 13 de noviembre de 2001 (22 años) | 10   | 0     | Saint-Étienne       |
| 7   | DEL  | Eliesse Ben Seghir  | 16 de febrero de 2005 (19 años)   | 0    | 0     | Monaco              |
| 8   | MED  | Bilal El Khannous   | 10 de mayo de 2004 (20 años)      | 2    | 0     | Genk                |
| 9   | DEL  | Soufiane Rahimi     | 2 de junio de 1996 (28 años)      | 5    | 5     | Al-Ain              |
| 10  | DEL  | Ilias Akhomach      | 16 de abril de 2004 (20 años)     | 1    | 0     | Villarreal          |
| 11  | MED  | Zakaria El Ouahdi   | 31 de diciembre de 2001 (22 años) | 13   | 3     | Genk                |
| 12  | POR  | Rachid Ghanimi      | 25 de abril de 2001 (23 años)     | 1    | 0     | FUS Rabat           |
| 13  | MED  | Yassine Kechta      | 25 de febrero de 2002 (22 años)   | 7    | 1     | Le Havre            |
| 14  | MED  | Oussama Targhalline | 20 de mayo de 2002 (22 años)      | 10   | 1     | Le Havre            |
| 15  | DEL  | Mehdi Maouhoub      | 5 de junio de 2003 (21 años)      | 2    | 1     | Raja Casablanca     |
| 16  | DEL  | Abde Ezzalzouli     | 25 de diciembre de 2001 (22 años) | 5    | 3     | Real Betis          |
| 17  | MED  | Oussama El Azzouzi  | 29 de mayo de 2001 (23 años)      | 7    | 0     | Bologna             |
| 18  | MED  | Amir Richardson     | 24 de enero de 2002 (22 años)     | 8    | 1     | Reims               |
| 19  | DEF  | Haytam Manaout      | 18 de abril de 2001 (23 años)     | 3    | 0     | Union de Touarga    |
| 20  | DEF  | Mehdi Moubarik      | 22 de enero de 2001 (23 años)     | 4    | 0     | Raja Casablanca     |
| 21  | DEF  | Bilal El Ouadghiri  | 3 de agosto de 2001 (22 años)     | 1    | 0     | FUS Rabat           |
| 22  | POR  | Mohamed Asmama      | 8 de febrero de 2002 (22 años)    | 2    | 0     | Union de Touarga    |

## Participación

### Partidos
| Fecha       | Lugar         | Instancia                        |           |                      | Resultado |                           |                |
| ----------- | ------------- | -------------------------------- | --------- | -------------------- | --------- | ------------------------- | -------------- |
| 24 de julio | Saint-Étienne | Fase de grupos                   | Argentina | Bandera de Argentina | 1:2 (0:1) | Bandera de Marruecos      | Marruecos      |
| 27 de julio | Saint-Étienne | Fase de grupos                   | Ucrania   | Bandera de Ucrania   | 2:1 (1:0) | Bandera de Marruecos      | Marruecos      |
| 30 de julio | Niza          | Fase de grupos                   | Marruecos | Bandera de Marruecos | 3:0 (3:0) | Bandera de Irak           | Irak           |
| 2 de agosto | Burdeos       | Cuartos de final                 | Marruecos | Bandera de Marruecos | 4:0 (1:0) | Bandera de Estados Unidos | Estados Unidos |
| 5 de agosto | Marsella      | Semifinales                      | Marruecos | Bandera de Marruecos | 1:2 (1:0) | Bandera de España         | España         |
| 8 de agosto | Nantes        | Partido por la medalla de bronce | Egipto    | Bandera de Egipto    | 0:6 (0:2) | Bandera de Marruecos      | Marruecos      |

### Primera fase - Grupo B

#### Posiciones
| Selección | Pts | PJ | PG | PE | PP | GF | GC | Dif |
| --------- | --- | -- | -- | -- | -- | -- | -- | --- |
| Marruecos | 6   | 3  | 2  | 0  | 1  | 6  | 3  | 3   |
| Argentina | 6   | 3  | 2  | 0  | 1  | 6  | 3  | 3   |
| Ucrania   | 3   | 3  | 1  | 0  | 2  | 3  | 5  | −2  |
| Irak      | 3   | 3  | 1  | 0  | 2  | 3  | 7  | −4  |

#### Argentina vs. Marruecos
| 24 de julio de 2024, 15:00 | Argentina   | 1:2 (0:1)                | Marruecos                | Estadio Geoffroy-Guichard, Saint-Étienne                                     |                                                                              |
| | Simeone 68' | COI Reporte FIFA Reporte | Rahimi 45+2', 49' (pen.) | Asistencia: 26 717 espectadores Árbitro(s): Glenn Nyberg VAR: Ovidiu Hațegan | Asistencia: 26 717 espectadores Árbitro(s): Glenn Nyberg VAR: Ovidiu Hațegan |
| Partido suspendido en el minuto 90+17 debido a invasión de aficionados y explosiones de pirotecnia en el campo. El partido fue reanudado a las 19:00 horas (tiempo local). |             |                          |                          |                                                                              |                                                                              |

| 1          | Guardameta     | Gerónimo Rulli    |     |
| 4          | Defensa        | Joaquín García    | 83' |
| 2          | Defensa        | Marco Di Cesare   |     |
| 16         | Defensa        | Nicolás Otamendi  |     |
| 3          | Defensa        | Julio Soler       | 69' |
| 10         | Centrocampista | Thiago Almada     |     |
| 14         | Centrocampista | Santiago Hezze    | 69' |
| 8          | Centrocampista | Cristian Medina   |     |
| 7          | Centrocampista | Kevin Zenón       | 55' |
| 18         | Delantero      | Lucas Beltrán     | 69' |
| 9          | Delantero      | Julián Álvarez    |     |
| Entrenador | Entrenador     | Javier Mascherano |     |

| 1          | Guardameta     | Monir El Kajoui     |     |
| 2          | Defensa        | Achraf Hakimi       |     |
| 4          | Defensa        | Mehdi Boukamir      |     |
| 14         | Defensa        | Oussama Targhalline |     |
| 11         | Defensa        | Zakaria El Ouahdi   |     |
| 18         | Centrocampista | Amir Richardson     |     |
| 17         | Centrocampista | Oussama El Azzouzi  | 80' |
| 10         | Centrocampista | Ilias Akhomach      | 59' |
| 8          | Centrocampista | Bilal El Khannous   | 90' |
| 7          | Centrocampista | Eliesse Ben Seghir  | 80' |
| 9          | Delantero      | Soufiane Rahimi     |     |
| Entrenador | Entrenador     | Tarik Sektioui      |     |

| 17 | Delantero      | Giuliano Simeone   | 55' |
| 15 | Delantero      | Luciano Gondou     | 69' |
| 5  | Centrocampista | Ezequiel Fernández | 69' |
| 6  | Defensa        | Bruno Amione       | 69' |
| 11 | Centrocampista | Claudio Echeverri  | 83' |

| 16 | Delantero      | Abde Ezzalzouli     | 59' |
| 13 | Centrocampista | Yassine Kechta      | 80' |
| 3  | Defensa        | Akram Nakach        | 80' |
| 6  | Centrocampista | Benjamin Bouchouari | 90' |

| Anotado | 68' | Giuliano Simeone | 1:2 |

| Anotado         | 45+2' | Soufiane Rahimi | 0:1 |
| Anotado · Penal | 49'   | Soufiane Rahimi | 0:2 |

| Amonestado | 89'   | Ezequiel Fernández |
| Amonestado | 90+9' | Marco Di Cesare    |

| Amonestado | 39'   | Ilias Akhomach      |
| Amonestado | 45+2' | Bilal El Khannous   |
| Amonestado | 61'   | Zakaria El Ouahdi   |
| Amonestado | 70'   | Soufiane Rahimi     |
| Amonestado | 87'   | Oussama Targhalline |
| Amonestado | 89'   | Monir El Kajoui     |

| Árbitro             | Glenn Nyberg       |
| Árbitros asistentes | Mahbod Beigi       |
| Árbitros asistentes | Andreas Söderkvist |
| Cuarta árbitra      | Frida Klarlund     |
| VAR                 | Paolo Valeri       |
| Adicional VAR       | Ovidiu Hațegan     |

| 1          | Guardameta     | Gerónimo Rulli    |     |
| 4          | Defensa        | Joaquín García    | 83' |
| 2          | Defensa        | Marco Di Cesare   |     |
| 16         | Defensa        | Nicolás Otamendi  |     |
| 3          | Defensa        | Julio Soler       | 69' |
| 10         | Centrocampista | Thiago Almada     |     |
| 14         | Centrocampista | Santiago Hezze    | 69' |
| 8          | Centrocampista | Cristian Medina   |     |
| 7          | Centrocampista | Kevin Zenón       | 55' |
| 18         | Delantero      | Lucas Beltrán     | 69' |
| 9          | Delantero      | Julián Álvarez    |     |
| Entrenador | Entrenador     | Javier Mascherano |     |

| 1          | Guardameta     | Monir El Kajoui     |     |
| 2          | Defensa        | Achraf Hakimi       |     |
| 4          | Defensa        | Mehdi Boukamir      |     |
| 14         | Defensa        | Oussama Targhalline |     |
| 11         | Defensa        | Zakaria El Ouahdi   |     |
| 18         | Centrocampista | Amir Richardson     |     |
| 17         | Centrocampista | Oussama El Azzouzi  | 80' |
| 10         | Centrocampista | Ilias Akhomach      | 59' |
| 8          | Centrocampista | Bilal El Khannous   | 90' |
| 7          | Centrocampista | Eliesse Ben Seghir  | 80' |
| 9          | Delantero      | Soufiane Rahimi     |     |
| Entrenador | Entrenador     | Tarik Sektioui      |     |

| 17 | Delantero      | Giuliano Simeone   | 55' |
| 15 | Delantero      | Luciano Gondou     | 69' |
| 5  | Centrocampista | Ezequiel Fernández | 69' |
| 6  | Defensa        | Bruno Amione       | 69' |
| 11 | Centrocampista | Claudio Echeverri  | 83' |

| 16 | Delantero      | Abde Ezzalzouli     | 59' |
| 13 | Centrocampista | Yassine Kechta      | 80' |
| 3  | Defensa        | Akram Nakach        | 80' |
| 6  | Centrocampista | Benjamin Bouchouari | 90' |

| Anotado | 68' | Giuliano Simeone | 1:2 |

| Anotado         | 45+2' | Soufiane Rahimi | 0:1 |
| Anotado · Penal | 49'   | Soufiane Rahimi | 0:2 |

| Amonestado | 89'   | Ezequiel Fernández |
| Amonestado | 90+9' | Marco Di Cesare    |

| Amonestado | 39'   | Ilias Akhomach      |
| Amonestado | 45+2' | Bilal El Khannous   |
| Amonestado | 61'   | Zakaria El Ouahdi   |
| Amonestado | 70'   | Soufiane Rahimi     |
| Amonestado | 87'   | Oussama Targhalline |
| Amonestado | 89'   | Monir El Kajoui     |

| Árbitro             | Glenn Nyberg       |
| Árbitros asistentes | Mahbod Beigi       |
| Árbitros asistentes | Andreas Söderkvist |
| Cuarta árbitra      | Frida Klarlund     |
| VAR                 | Paolo Valeri       |
| Adicional VAR       | Ovidiu Hațegan     |

| Estadísticas      | Bandera de Argentina | Bandera de Marruecos |
| Tiros             | 3                    | 5                    |
| Tiros a puerta    | 2                    | 3                    |
| Faltas            | 11                   | 10                   |
| Saques de esquina | 2                    | 4                    |
| Penaltis          | 0                    | 1                    |
| Fueras de juego   | 3                    | 0                    |
| Posesión de balón | 53%                  | 47%                  |

#### Ucrania vs. Marruecos
| 27 de julio de 2024, 17:00 | Ucrania                       | 2:1 (1:0)                | Marruecos         | Estadio Geoffroy-Guichard, Saint-Étienne                                         |                                                                                  |
|                            | Kryskiv 21' · Krasnopir 90+8' | COI Reporte FIFA Reporte | Rahimi 64' (pen.) | Asistencia: 28 665 espectadores Árbitro(s): Saíd Martínez VAR: Guillermo Pacheco | Asistencia: 28 665 espectadores Árbitro(s): Saíd Martínez VAR: Guillermo Pacheco |

| 12         | Guardameta     | Kiril Fesiun         |     |
| 3          | Defensa        | Oleksandr Martynyuk  | 74' |
| 13         | Defensa        | Volodymyr Salyuk     |     |
| 16         | Defensa        | Arseniy Batagov      |     |
| 2          | Defensa        | Illya Krupskyi       |     |
| 11         | Centrocampista | Maksym Khlan         |     |
| 5          | Centrocampista | Valentyn Rubchynskyi |     |
| 18         | Centrocampista | Dmytro Kryskiv       | 64' |
| 8          | Centrocampista | Mykola Mykhaylenko   | 78' |
| 10         | Centrocampista | Maksym Braharu       | 64' |
| 14         | Delantero      | Danylo Sikan         | 64' |
| Entrenador | Entrenador     | Ruslan Rotan         |     |

| 1          | Guardameta     | Monir El Kajoui     |     |
| 2          | Defensa        | Achraf Hakimi       |     |
| 17         | Defensa        | Oussama Targhalline | 87' |
| 4          | Defensa        | Mehdi Boukamir      | 74' |
| 11         | Defensa        | Zakaria El Ouahdi   |     |
| 14         | Centrocampista | Oussama Targhalline |     |
| 18         | Centrocampista | Amir Richardson     |     |
| 8          | Centrocampista | Bilal El Khannous   |     |
| 16         | Delantero      | Abde Ezzalzouli     |     |
| 7          | Delantero      | Eliesse Ben Seghir  | 87' |
| 9          | Delantero      | Soufiane Rahimi     | 87' |
| Entrenador | Entrenador     | Tarik Sektioui      |     |

| 9  | Delantero      | Ihor Krasnopir    | 64' |
| 4  | Defensa        | Maksym Talovierov | 64' |
| 7  | Centrocampista | Oleh Ocheretko    | 64' |
| 6  | Defensa        | Bruno Amione      | 74' |
| 17 | Centrocampista | Oleh Fedor        | 78' |

| 13 | Centrocampista | Yassine Kechta | 74' |
| 10 | Delantero      | Ilias Akhomach | 87' |
| 15 | Delantero      | Mehdi Maouhoub | 87' |
| 3  | Defensa        | Akram Nakach   | 87' |

| Anotado | 21'   | Dmytro Kryskiv | 1:0 |
| Anotado | 90+8' | Ihor Krasnopir | 2:1 |

| Anotado · Penal | 64' | Soufiane Rahimi | 1:1 |

| Amonestado | 34' | Danylo Sikan         |
| Amonestado | 52' | Maksym Khlan         |
| Amonestado | 72' | Valentyn Rubchynskyi |
| Amonestado | 79' | Illya Krupskyi       |
| Amonestado | 90' | Oleksii Sych         |

| Amonestado | 37' | Amir Richardson |
| Amonestado | 71' | Achraf Hakimi   |

| Expulsado | 63' | Volodymyr Salyuk |

| Árbitro             | Saíd Martínez     |
| Árbitros asistentes | Walter López      |
| Árbitros asistentes | Christian Ramírez |
| Cuarta árbitra      | Frida Klarlund    |
| VAR                 | Guillermo Pacheco |
| Adicional VAR       | Jérôme Brisard    |

| 12         | Guardameta     | Kiril Fesiun         |     |
| 3          | Defensa        | Oleksandr Martynyuk  | 74' |
| 13         | Defensa        | Volodymyr Salyuk     |     |
| 16         | Defensa        | Arseniy Batagov      |     |
| 2          | Defensa        | Illya Krupskyi       |     |
| 11         | Centrocampista | Maksym Khlan         |     |
| 5          | Centrocampista | Valentyn Rubchynskyi |     |
| 18         | Centrocampista | Dmytro Kryskiv       | 64' |
| 8          | Centrocampista | Mykola Mykhaylenko   | 78' |
| 10         | Centrocampista | Maksym Braharu       | 64' |
| 14         | Delantero      | Danylo Sikan         | 64' |
| Entrenador | Entrenador     | Ruslan Rotan         |     |

| 1          | Guardameta     | Monir El Kajoui     |     |
| 2          | Defensa        | Achraf Hakimi       |     |
| 17         | Defensa        | Oussama Targhalline | 87' |
| 4          | Defensa        | Mehdi Boukamir      | 74' |
| 11         | Defensa        | Zakaria El Ouahdi   |     |
| 14         | Centrocampista | Oussama Targhalline |     |
| 18         | Centrocampista | Amir Richardson     |     |
| 8          | Centrocampista | Bilal El Khannous   |     |
| 16         | Delantero      | Abde Ezzalzouli     |     |
| 7          | Delantero      | Eliesse Ben Seghir  | 87' |
| 9          | Delantero      | Soufiane Rahimi     | 87' |
| Entrenador | Entrenador     | Tarik Sektioui      |     |

| 9  | Delantero      | Ihor Krasnopir    | 64' |
| 4  | Defensa        | Maksym Talovierov | 64' |
| 7  | Centrocampista | Oleh Ocheretko    | 64' |
| 6  | Defensa        | Bruno Amione      | 74' |
| 17 | Centrocampista | Oleh Fedor        | 78' |

| 13 | Centrocampista | Yassine Kechta | 74' |
| 10 | Delantero      | Ilias Akhomach | 87' |
| 15 | Delantero      | Mehdi Maouhoub | 87' |
| 3  | Defensa        | Akram Nakach   | 87' |

| Anotado | 21'   | Dmytro Kryskiv | 1:0 |
| Anotado | 90+8' | Ihor Krasnopir | 2:1 |

| Anotado · Penal | 64' | Soufiane Rahimi | 1:1 |

| Amonestado | 34' | Danylo Sikan         |
| Amonestado | 52' | Maksym Khlan         |
| Amonestado | 72' | Valentyn Rubchynskyi |
| Amonestado | 79' | Illya Krupskyi       |
| Amonestado | 90' | Oleksii Sych         |

| Amonestado | 37' | Amir Richardson |
| Amonestado | 71' | Achraf Hakimi   |

| Expulsado | 63' | Volodymyr Salyuk |

| Árbitro             | Saíd Martínez     |
| Árbitros asistentes | Walter López      |
| Árbitros asistentes | Christian Ramírez |
| Cuarta árbitra      | Frida Klarlund    |
| VAR                 | Guillermo Pacheco |
| Adicional VAR       | Jérôme Brisard    |

| Estadísticas      | Bandera de Ucrania | Bandera de Marruecos |
| Tiros             | 10                 | 17                   |
| Tiros a puerta    | 4                  | 4                    |
| Faltas            | 17                 | 7                    |
| Saques de esquina | 4                  | 9                    |
| Penaltis          | 0                  | 1                    |
| Fueras de juego   | 0                  | 0                    |
| Posesión de balón | 39%                | 61%                  |

#### Marruecos vs. Irak
| 30 de julio de 2024, 17:00 | Marruecos                                    | 3:0 (3:0)                | Irak | Stade de Nice, Niza                                                      |                                                                          |
|                            | Richardson 19' · Rahimi 28' · Ezzalzouli 36' | COI Reporte FIFA Reporte |      | Asistencia: 19 300 espectadores Árbitro(s): Ramon Abatti VAR: Ivan Bebek | Asistencia: 19 300 espectadores Árbitro(s): Ramon Abatti VAR: Ivan Bebek |

| 1          | Guardameta     | Monir El Kajoui     |     |
| 2          | Defensa        | Achraf Hakimi       |     |
| 17         | Defensa        | Oussama Targhalline | 85' |
| 4          | Defensa        | Mehdi Boukamir      |     |
| 11         | Defensa        | Zakaria El Ouahdi   |     |
| 14         | Centrocampista | Oussama Targhalline | 62' |
| 18         | Centrocampista | Amir Richardson     | 62' |
| 10         | Centrocampista | Ilias Akhomach      | 67' |
| 8          | Centrocampista | Bilal El Khannous   |     |
| 16         | Centrocampista | Abde Ezzalzouli     |     |
| 9          | Delantero      | Soufiane Rahimi     | 62' |
| Entrenador | Entrenador     | Tarik Sektioui      |     |

| 1          | Guardameta     | Hussein Hasan      |     |
| 17         | Defensa        | Mustafa Saadoon    | 79' |
| 20         | Defensa        | Hussein Amer       |     |
| 4          | Defensa        | Saad Natiq         |     |
| 5          | Defensa        | Ahmed Hasan        |     |
| 8          | Centrocampista | Ibrahim Bayesh     |     |
| 14         | Centrocampista | Karrar Mohammed    |     |
| 10         | Centrocampista | Youssef Amyn       | 31' |
| 11         | Centrocampista | Muntadher Mohammed | 46' |
| 13         | Centrocampista | Karrar Saad        | 31' |
| 18         | Delantero      | Aymen Hussein      |     |
| Entrenador | Entrenador     | Radhi Shenaishil   |     |

| 6  | Centrocampista | Benjamin Bouchouari | 62' |
| 15 | Delantero      | Mehdi Maouhoub      | 62' |
| 13 | Centrocampista | Yassine Kechta      | 62' |
| 7  | Delantero      | Eliesse Ben Seghir  | 67' |
| 5  | Defensa        | Adil Tahif          | 85' |

| 15 | Centrocampista | Nihad Mohammed | 31' |
| 7  | Centrocampista | Ali Jasim      | 31' |
| 2  | Defensa        | Josef Al-Imam  | 46' |
| 3  | Defensa        | Hussein Ali    | 79' |

| Anotado | 19' | Amir Richardson | 1:0 |
| Anotado | 28' | Soufiane Rahimi | 2:0 |
| Anotado | 36' | Abde Ezzalzouli | 3:0 |

| Amonestado | 9'  | Karrar Mohammed |
| Amonestado | 30' | Ahmed Hasan     |

| Árbitro             | Ramon Abatti         |
| Árbitros asistentes | Rafael Alves         |
| Árbitros asistentes | Guillerme Camilo     |
| Cuarta árbitra      | Veronika Bernatskaia |
| VAR                 | Ivan Bebek           |
| Adicional VAR       | Guillermo Pacheco    |

| 1          | Guardameta     | Monir El Kajoui     |     |
| 2          | Defensa        | Achraf Hakimi       |     |
| 17         | Defensa        | Oussama Targhalline | 85' |
| 4          | Defensa        | Mehdi Boukamir      |     |
| 11         | Defensa        | Zakaria El Ouahdi   |     |
| 14         | Centrocampista | Oussama Targhalline | 62' |
| 18         | Centrocampista | Amir Richardson     | 62' |
| 10         | Centrocampista | Ilias Akhomach      | 67' |
| 8          | Centrocampista | Bilal El Khannous   |     |
| 16         | Centrocampista | Abde Ezzalzouli     |     |
| 9          | Delantero      | Soufiane Rahimi     | 62' |
| Entrenador | Entrenador     | Tarik Sektioui      |     |

| 1          | Guardameta     | Hussein Hasan      |     |
| 17         | Defensa        | Mustafa Saadoon    | 79' |
| 20         | Defensa        | Hussein Amer       |     |
| 4          | Defensa        | Saad Natiq         |     |
| 5          | Defensa        | Ahmed Hasan        |     |
| 8          | Centrocampista | Ibrahim Bayesh     |     |
| 14         | Centrocampista | Karrar Mohammed    |     |
| 10         | Centrocampista | Youssef Amyn       | 31' |
| 11         | Centrocampista | Muntadher Mohammed | 46' |
| 13         | Centrocampista | Karrar Saad        | 31' |
| 18         | Delantero      | Aymen Hussein      |     |
| Entrenador | Entrenador     | Radhi Shenaishil   |     |

| 6  | Centrocampista | Benjamin Bouchouari | 62' |
| 15 | Delantero      | Mehdi Maouhoub      | 62' |
| 13 | Centrocampista | Yassine Kechta      | 62' |
| 7  | Delantero      | Eliesse Ben Seghir  | 67' |
| 5  | Defensa        | Adil Tahif          | 85' |

| 15 | Centrocampista | Nihad Mohammed | 31' |
| 7  | Centrocampista | Ali Jasim      | 31' |
| 2  | Defensa        | Josef Al-Imam  | 46' |
| 3  | Defensa        | Hussein Ali    | 79' |

| Anotado | 19' | Amir Richardson | 1:0 |
| Anotado | 28' | Soufiane Rahimi | 2:0 |
| Anotado | 36' | Abde Ezzalzouli | 3:0 |

| Amonestado | 9'  | Karrar Mohammed |
| Amonestado | 30' | Ahmed Hasan     |

| Árbitro             | Ramon Abatti         |
| Árbitros asistentes | Rafael Alves         |
| Árbitros asistentes | Guillerme Camilo     |
| Cuarta árbitra      | Veronika Bernatskaia |
| VAR                 | Ivan Bebek           |
| Adicional VAR       | Guillermo Pacheco    |

| Estadísticas      | Bandera de Marruecos | Bandera de Irak |
| Tiros             | 18                   | 5               |
| Tiros a puerta    | 4                    | 2               |
| Faltas            | 10                   | 16              |
| Saques de esquina | 6                    | 3               |
| Penaltis          | 0                    | 0               |
| Fueras de juego   | 0                    | 0               |
| Posesión de balón | 66%                  | 34%             |

### Cuartos de final

#### Marruecos vs. Estados Unidos
| 2 de agosto de 2024, 15:00 | Marruecos                                                             | 4:0 (1:0)                | Estados Unidos | Parque de los Príncipes, París                                             |                                                                            |
|                            | Rahimi 29' (pen.) · Akhomach 63' · Hakimi 70' · Maouhoub 90+1' (pen.) | COI Reporte FIFA Reporte |                | Asistencia: 42 868 espectadores Árbitro(s): Yael Falcón VAR: Rob Dieperink | Asistencia: 42 868 espectadores Árbitro(s): Yael Falcón VAR: Rob Dieperink |

| 1          | Guardameta     | Monir El Kajoui     |       |
| 2          | Defensa        | Achraf Hakimi       |       |
| 17         | Defensa        | Oussama El Azzouzi  |       |
| 4          | Defensa        | Mehdi Boukamir      |       |
| 11         | Defensa        | Zakaria El Ouahdi   |       |
| 18         | Centrocampista | Amir Richardson     | 80'   |
| 14         | Centrocampista | Oussama Targhalline | 81'   |
| 10         | Centrocampista | Ilias Akhomach      | 90+3' |
| 8          | Centrocampista | Bilal El Khannous   |       |
| 16         | Centrocampista | Abde Ezzalzouli     | 73'   |
| 9          | Delantero      | Soufiane Rahimi     | 81'   |
| Entrenador | Entrenador     | Tarik Sektioui      |       |

| 1          | Guardameta     | Patrick Schulte    |     |
| 2          | Defensa        | Nathan Harriel     |     |
| 3          | Defensa        | Walker Zimmerman   |     |
| 5          | Defensa        | John Tolkin        | 80' |
| 12         | Defensa        | Miles Robinson     |     |
| 8          | Centrocampista | Tanner Tessmann    |     |
| 16         | Centrocampista | Jack McGlynn       | 71' |
| 14         | Centrocampista | Djordje Mihailović | 66' |
| 7          | Delantero      | Kevin Paredes      |     |
| 11         | Delantero      | Paxten Aaronson    | 80' |
| 9          | Delantero      | Griffin Yow        | 66' |
| Entrenador | Entrenador     | Marko Mitrović     |     |

| 7  | Delantero      | Eliesse Ben Seghir  | 73'   |
| 6  | Centrocampista | Benjamin Bouchouari | 80'   |
| 15 | Delantero      | Mehdi Maouhoub      | 81'   |
| 13 | Centrocampista | Yassine Kechta      | 81'   |
| 3  | Defensa        | Akram Nakach        | 90+3' |

| 13 | Delantero      | Duncan McGuire     | 66' |
| 10 | Delantero      | Taylor Booth       | 66' |
| 21 | Centrocampista | Joshua Atencio     | 71' |
| 17 | Defensa        | Caleb Wiley        | 80' |
| 15 | Centrocampista | Benjamin Cremaschi | 80' |

| Anotado · Penal | 29'   | Soufiane Rahimi | 1:0 |
| Anotado         | 63'   | Ilias Akhomach  | 2:0 |
| Anotado         | 70'   | Achraf Hakimi   | 3:0 |
| Anotado · Penal | 90+1' | Mehdi Maouhoub  | 4:0 |

| Amonestado | 57' | Bilal El Khannous |

| Amonestado | 15' | Jack McGlynn    |
| Amonestado | 75' | Paxten Aaronson |

| Árbitro             | Yael Falcón                |
| Árbitros asistentes | Maximiliano Del Yesso      |
| Árbitros asistentes | Facundo Rodríguez          |
| Cuarto árbitro      | Campbell-Kirk Kawana-Waugh |
| VAR                 | Rob Dieperink              |
| Adicional VAR       | Carlos del Cerro Grande    |

| 1          | Guardameta     | Monir El Kajoui     |       |
| 2          | Defensa        | Achraf Hakimi       |       |
| 17         | Defensa        | Oussama El Azzouzi  |       |
| 4          | Defensa        | Mehdi Boukamir      |       |
| 11         | Defensa        | Zakaria El Ouahdi   |       |
| 18         | Centrocampista | Amir Richardson     | 80'   |
| 14         | Centrocampista | Oussama Targhalline | 81'   |
| 10         | Centrocampista | Ilias Akhomach      | 90+3' |
| 8          | Centrocampista | Bilal El Khannous   |       |
| 16         | Centrocampista | Abde Ezzalzouli     | 73'   |
| 9          | Delantero      | Soufiane Rahimi     | 81'   |
| Entrenador | Entrenador     | Tarik Sektioui      |       |

| 1          | Guardameta     | Patrick Schulte    |     |
| 2          | Defensa        | Nathan Harriel     |     |
| 3          | Defensa        | Walker Zimmerman   |     |
| 5          | Defensa        | John Tolkin        | 80' |
| 12         | Defensa        | Miles Robinson     |     |
| 8          | Centrocampista | Tanner Tessmann    |     |
| 16         | Centrocampista | Jack McGlynn       | 71' |
| 14         | Centrocampista | Djordje Mihailović | 66' |
| 7          | Delantero      | Kevin Paredes      |     |
| 11         | Delantero      | Paxten Aaronson    | 80' |
| 9          | Delantero      | Griffin Yow        | 66' |
| Entrenador | Entrenador     | Marko Mitrović     |     |

| 7  | Delantero      | Eliesse Ben Seghir  | 73'   |
| 6  | Centrocampista | Benjamin Bouchouari | 80'   |
| 15 | Delantero      | Mehdi Maouhoub      | 81'   |
| 13 | Centrocampista | Yassine Kechta      | 81'   |
| 3  | Defensa        | Akram Nakach        | 90+3' |

| 13 | Delantero      | Duncan McGuire     | 66' |
| 10 | Delantero      | Taylor Booth       | 66' |
| 21 | Centrocampista | Joshua Atencio     | 71' |
| 17 | Defensa        | Caleb Wiley        | 80' |
| 15 | Centrocampista | Benjamin Cremaschi | 80' |

| Anotado · Penal | 29'   | Soufiane Rahimi | 1:0 |
| Anotado         | 63'   | Ilias Akhomach  | 2:0 |
| Anotado         | 70'   | Achraf Hakimi   | 3:0 |
| Anotado · Penal | 90+1' | Mehdi Maouhoub  | 4:0 |

| Amonestado | 57' | Bilal El Khannous |

| Amonestado | 15' | Jack McGlynn    |
| Amonestado | 75' | Paxten Aaronson |

| Árbitro             | Yael Falcón                |
| Árbitros asistentes | Maximiliano Del Yesso      |
| Árbitros asistentes | Facundo Rodríguez          |
| Cuarto árbitro      | Campbell-Kirk Kawana-Waugh |
| VAR                 | Rob Dieperink              |
| Adicional VAR       | Carlos del Cerro Grande    |

| Estadísticas      | Bandera de Marruecos | Bandera de Estados Unidos |
| Tiros             | 14                   | 9                         |
| Tiros a puerta    | 8                    | 1                         |
| Faltas            | 9                    | 17                        |
| Saques de esquina | 8                    | 3                         |
| Penaltis          | 2                    | 0                         |
| Fueras de juego   | 0                    | 2                         |
| Posesión de balón | 58%                  | 42%                       |

### Semifinales

#### Marruecos vs. España
| 5 de agosto de 2024, 18:00 | Marruecos         | 1:2 (1:0)                | España                     | Stade de Marseille, Marsella                                                    |                                                                                 |
|                            | Rahimi 37' (pen.) | COI Reporte FIFA Reporte | F. López 65' · Sánchez 86' | Asistencia: 59 882 espectadores Árbitro(s): Ilgiz Tantashev VAR: Tatiana Guzmán | Asistencia: 59 882 espectadores Árbitro(s): Ilgiz Tantashev VAR: Tatiana Guzmán |

| 1          | Guardameta     | Monir El Kajoui     |     |
| 2          | Defensa        | Achraf Hakimi       |     |
| 17         | Defensa        | Oussama El Azzouzi  |     |
| 4          | Defensa        | Mehdi Boukamir      | 88' |
| 11         | Defensa        | Zakaria El Ouahdi   |     |
| 18         | Centrocampista | Amir Richardson     |     |
| 14         | Centrocampista | Oussama Targhalline |     |
| 10         | Centrocampista | Ilias Akhomach      |     |
| 7          | Centrocampista | Eliesse Ben Seghir  |     |
| 16         | Centrocampista | Abde Ezzalzouli     |     |
| 9          | Delantero      | Soufiane Rahimi     |     |
| Entrenador | Entrenador     | Tarik Sektioui      |     |

| 1          | Guardameta     | Arnau Tenas   |       |
| 2          | Defensa        | Marc Pubill   | 61'   |
| 4          | Defensa        | Eric García   |       |
| 5          | Defensa        | Pau Cubarsí   |       |
| 3          | Defensa        | Juan Miranda  | 61'   |
| 6          | Centrocampista | Pablo Barrios | 61'   |
| 10         | Centrocampista | Álex Baena    | 90+2' |
| 14         | Centrocampista | Aimar Oroz    |       |
| 11         | Centrocampista | Fermín López  |       |
| 17         | Centrocampista | Sergio Gómez  |       |
| 9          | Delantero      | Abel Ruiz     |       |
| Entrenador | Entrenador     | Santi Denia   |       |

| 15 | Delantero | Mehdi Maouhoub | 88' |

| 15 | Defensa        | Miguel Gutiérrez | 61'   |
| 16 | Centrocampista | Adrián Bernabé   | 61'   |
| 20 | Defensa        | Juanlu Sánchez   | 61'   |
| 18 | Delantero      | Samu Omorodion   | 90+2' |

| Anotado · Penal | 37' | Soufiane Rahimi | 1:0 |

| Anotado | 66' | Fermín López   | 1:1 |
| Anotado | 85' | Juanlu Sánchez | 1:2 |

| Amonestado | 37' | Soufiane Rahimi |
| Amonestado | 76' | Amir Richardson |

| Amonestado | 37' | Arnau Tenas    |
| Amonestado | 67' | Fermín López   |
| Amonestado | 72' | Adrián Bernabé |

| Árbitro             | Ilgiz Tantashev  |
| Árbitros asistentes | Andrey Tsapenko  |
| Árbitros asistentes | Timur Gaynullin  |
| Cuarto árbitro      | Glenn Nyberg     |
| VAR                 | Tatiana Guzmán   |
| Adicional VAR       | Rodrigo Carvajal |

| 1          | Guardameta     | Monir El Kajoui     |     |
| 2          | Defensa        | Achraf Hakimi       |     |
| 17         | Defensa        | Oussama El Azzouzi  |     |
| 4          | Defensa        | Mehdi Boukamir      | 88' |
| 11         | Defensa        | Zakaria El Ouahdi   |     |
| 18         | Centrocampista | Amir Richardson     |     |
| 14         | Centrocampista | Oussama Targhalline |     |
| 10         | Centrocampista | Ilias Akhomach      |     |
| 7          | Centrocampista | Eliesse Ben Seghir  |     |
| 16         | Centrocampista | Abde Ezzalzouli     |     |
| 9          | Delantero      | Soufiane Rahimi     |     |
| Entrenador | Entrenador     | Tarik Sektioui      |     |

| 1          | Guardameta     | Arnau Tenas   |       |
| 2          | Defensa        | Marc Pubill   | 61'   |
| 4          | Defensa        | Eric García   |       |
| 5          | Defensa        | Pau Cubarsí   |       |
| 3          | Defensa        | Juan Miranda  | 61'   |
| 6          | Centrocampista | Pablo Barrios | 61'   |
| 10         | Centrocampista | Álex Baena    | 90+2' |
| 14         | Centrocampista | Aimar Oroz    |       |
| 11         | Centrocampista | Fermín López  |       |
| 17         | Centrocampista | Sergio Gómez  |       |
| 9          | Delantero      | Abel Ruiz     |       |
| Entrenador | Entrenador     | Santi Denia   |       |

| 15 | Delantero | Mehdi Maouhoub | 88' |

| 15 | Defensa        | Miguel Gutiérrez | 61'   |
| 16 | Centrocampista | Adrián Bernabé   | 61'   |
| 20 | Defensa        | Juanlu Sánchez   | 61'   |
| 18 | Delantero      | Samu Omorodion   | 90+2' |

| Anotado · Penal | 37' | Soufiane Rahimi | 1:0 |

| Anotado | 66' | Fermín López   | 1:1 |
| Anotado | 85' | Juanlu Sánchez | 1:2 |

| Amonestado | 37' | Soufiane Rahimi |
| Amonestado | 76' | Amir Richardson |

| Amonestado | 37' | Arnau Tenas    |
| Amonestado | 67' | Fermín López   |
| Amonestado | 72' | Adrián Bernabé |

| Árbitro             | Ilgiz Tantashev  |
| Árbitros asistentes | Andrey Tsapenko  |
| Árbitros asistentes | Timur Gaynullin  |
| Cuarto árbitro      | Glenn Nyberg     |
| VAR                 | Tatiana Guzmán   |
| Adicional VAR       | Rodrigo Carvajal |

| Estadísticas      | Bandera de Marruecos | Bandera de España |
| Tiros             | 16                   | 14                |
| Tiros a puerta    | 3                    | 5                 |
| Faltas            | 10                   | 20                |
| Saques de esquina | 5                    | 10                |
| Penaltis          | 1                    | 0                 |
| Fueras de juego   | 2                    | 1                 |
| Posesión de balón | 48%                  | 52%               |

### Partido por la medalla de bronce

#### Egipto vs. Marruecos
| 8 de agosto de 2024, 17:00 | Egipto | 0:6 (0:2)                | Marruecos                                                                     | Stade de la Beaujoire, Nantes                                              |                                                                            |
|                            |        | COI Reporte FIFA Reporte | Ezzalzouli 23' · Rahimi 26', 64' · El Khannouss 51' · Nakach 73' · Hakimi 87' | Asistencia: 27 391 espectadores Árbitro(s): Espen Eskås VAR: Rob Dieperink | Asistencia: 27 391 espectadores Árbitro(s): Espen Eskås VAR: Rob Dieperink |

| 1          | Guardameta     | Hamza Alaa         |     |
| 6          | Defensa        | Mohamed Shehata    | 86' |
| 15         | Defensa        | Mohamed Tarek      |     |
| 5          | Defensa        | Hossam Abdelmaguid |     |
| 13         | Defensa        | Karim El Debes     | 46' |
| 17         | Centrocampista | Mohamed Elneny     |     |
| 12         | Centrocampista | Ahmed Koka         |     |
| 7          | Centrocampista | Mahmoud Saber      | 56' |
| 14         | Delantero      | Zizo               | 12' |
| 9          | Delantero      | Osama Faisal       | 86' |
| 10         | Delantero      | Ibrahim Adel       |     |
| Entrenador | Entrenador     | Rogério Micale     |     |

| 1          | Guardameta     | Monir El Kajoui     |     |
| 2          | Defensa        | Achraf Hakimi       |     |
| 3          | Defensa        | Akram Nakach        | 81' |
| 4          | Defensa        | Mehdi Boukamir      |     |
| 11         | Defensa        | Zakaria El Ouahdi   |     |
| 14         | Centrocampista | Oussama Targhalline | 63' |
| 18         | Centrocampista | Amir Richardson     | 77' |
| 8          | Centrocampista | Bilal El Khannous   | 77' |
| 10         | Delantero      | Ilias Akhomach      |     |
| 9          | Delantero      | Soufiane Rahimi     |     |
| 16         | Delantero      | Abde Ezzalzouli     | 77' |
| Entrenador | Entrenador     | Tarik Sektioui      |     |

| 11 | Centrocampista | Mostafa Saad  | 12' |
| 3  | Centrocampista | Ahmed Atef    | 46' |
| 8  | Centrocampista | Ziad Kamal    | 56' |
| 18 | Delantero      | Bilal Mazhar  | 86' |
| 19 | Centrocampista | Mohamed Hamdy | 86' |

| 13 | Centrocampista | Yassine Kechta      | 63' |
| 7  | Delantero      | Eliesse Ben Seghir  | 77' |
| 6  | Centrocampista | Benjamin Bouchouari | 77' |
| 15 | Delantero      | Mehdi Maouhoub      | 77' |
| 5  | Defensa        | Adil Tahif          | 81' |

| Anotado | 23' | Abde Ezzalzouli   | 0:1 |
| Anotado | 26' | Soufiane Rahimi   | 0:2 |
| Anotado | 51' | Bilal El Khannous | 0:3 |
| Anotado | 64' | Soufiane Rahimi   | 0:4 |
| Anotado | 73' | Akram Nakach      | 0:5 |
| Anotado | 87' | Achraf Hakimi     | 0:6 |

| Amonestado | 31' | Ibrahim Adel |
| Amonestado | 50' | Ahmed Atef   |

| Amonestado | 61' | Achraf Hakimi |

| Árbitro             | Espen Eskås       |
| Árbitros asistentes | Jan Erik Engan    |
| Árbitros asistentes | Isaak Bashevkin   |
| Cuarto árbitro      | François Letexier |
| VAR                 | Rob Dieperink     |
| Adicional VAR       | Leodán González   |

| 1          | Guardameta     | Hamza Alaa         |     |
| 6          | Defensa        | Mohamed Shehata    | 86' |
| 15         | Defensa        | Mohamed Tarek      |     |
| 5          | Defensa        | Hossam Abdelmaguid |     |
| 13         | Defensa        | Karim El Debes     | 46' |
| 17         | Centrocampista | Mohamed Elneny     |     |
| 12         | Centrocampista | Ahmed Koka         |     |
| 7          | Centrocampista | Mahmoud Saber      | 56' |
| 14         | Delantero      | Zizo               | 12' |
| 9          | Delantero      | Osama Faisal       | 86' |
| 10         | Delantero      | Ibrahim Adel       |     |
| Entrenador | Entrenador     | Rogério Micale     |     |

| 1          | Guardameta     | Monir El Kajoui     |     |
| 2          | Defensa        | Achraf Hakimi       |     |
| 3          | Defensa        | Akram Nakach        | 81' |
| 4          | Defensa        | Mehdi Boukamir      |     |
| 11         | Defensa        | Zakaria El Ouahdi   |     |
| 14         | Centrocampista | Oussama Targhalline | 63' |
| 18         | Centrocampista | Amir Richardson     | 77' |
| 8          | Centrocampista | Bilal El Khannous   | 77' |
| 10         | Delantero      | Ilias Akhomach      |     |
| 9          | Delantero      | Soufiane Rahimi     |     |
| 16         | Delantero      | Abde Ezzalzouli     | 77' |
| Entrenador | Entrenador     | Tarik Sektioui      |     |

| 11 | Centrocampista | Mostafa Saad  | 12' |
| 3  | Centrocampista | Ahmed Atef    | 46' |
| 8  | Centrocampista | Ziad Kamal    | 56' |
| 18 | Delantero      | Bilal Mazhar  | 86' |
| 19 | Centrocampista | Mohamed Hamdy | 86' |

| 13 | Centrocampista | Yassine Kechta      | 63' |
| 7  | Delantero      | Eliesse Ben Seghir  | 77' |
| 6  | Centrocampista | Benjamin Bouchouari | 77' |
| 15 | Delantero      | Mehdi Maouhoub      | 77' |
| 5  | Defensa        | Adil Tahif          | 81' |

| Anotado | 23' | Abde Ezzalzouli   | 0:1 |
| Anotado | 26' | Soufiane Rahimi   | 0:2 |
| Anotado | 51' | Bilal El Khannous | 0:3 |
| Anotado | 64' | Soufiane Rahimi   | 0:4 |
| Anotado | 73' | Akram Nakach      | 0:5 |
| Anotado | 87' | Achraf Hakimi     | 0:6 |

| Amonestado | 31' | Ibrahim Adel |
| Amonestado | 50' | Ahmed Atef   |

| Amonestado | 61' | Achraf Hakimi |

| Árbitro             | Espen Eskås       |
| Árbitros asistentes | Jan Erik Engan    |
| Árbitros asistentes | Isaak Bashevkin   |
| Cuarto árbitro      | François Letexier |
| VAR                 | Rob Dieperink     |
| Adicional VAR       | Leodán González   |

| Estadísticas      | Bandera de Egipto | Bandera de Marruecos |
| Tiros             | 8                 | 10                   |
| Tiros a puerta    | 2                 | 6                    |
| Faltas            | 11                | 13                   |
| Saques de esquina | 3                 | 6                    |
| Penaltis          | 0                 | 0                    |
| Fueras de juego   | 1                 | 0                    |
| Posesión de balón | 51%               | 49%                  |